# Rathaus (Röllfeld)

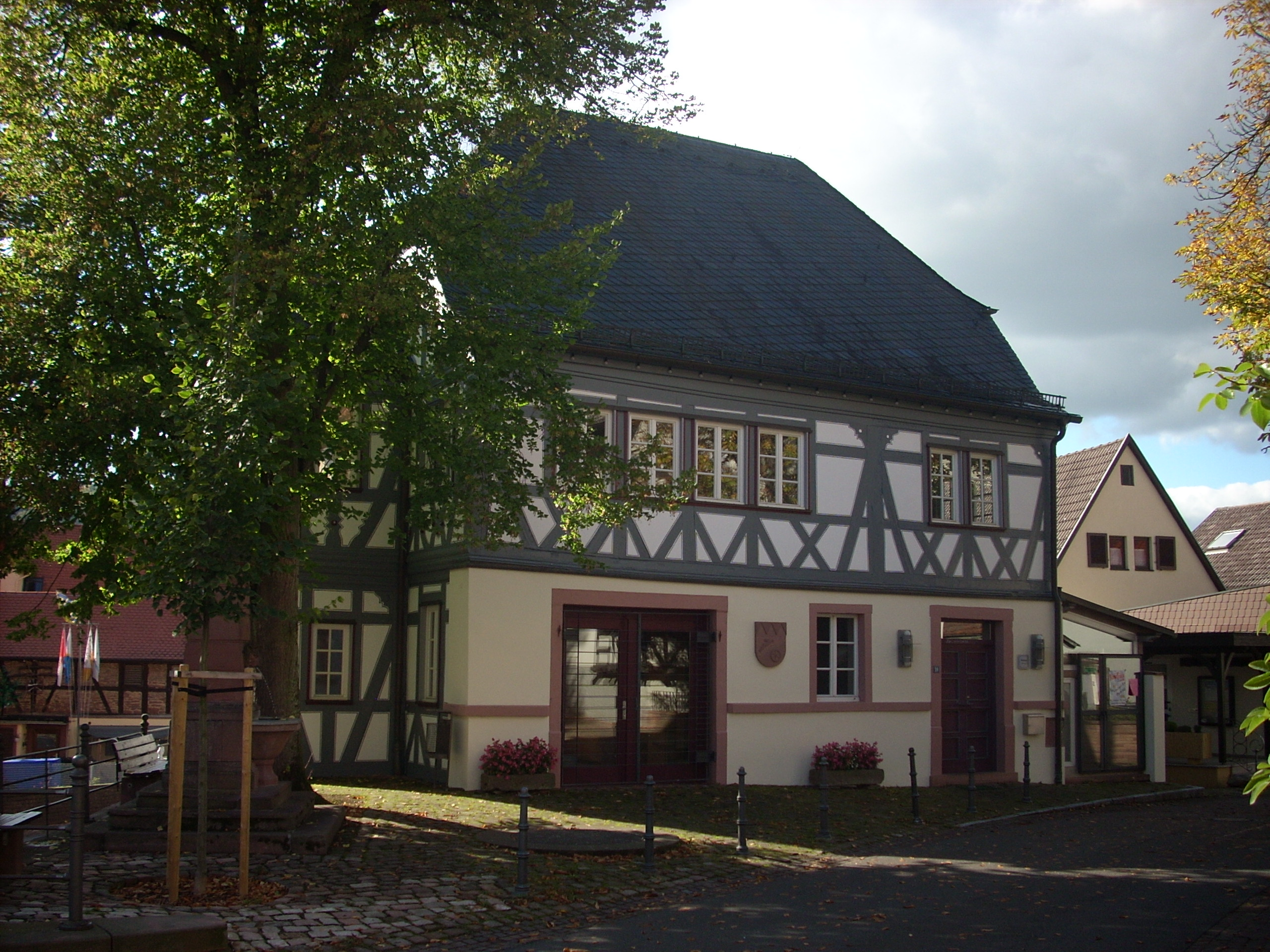
Ehemaliges Rathaus in Röllfeld

Das Rathaus in Röllfeld, einem Stadtteil von Klingenberg am Main im unterfränkischen Landkreis Miltenberg in Bayern, wurde 1615 errichtet. Das ehemalige Rathaus an der Mariengasse 10 ist ein geschütztes Baudenkmal. 
Der zweigeschossige schiefergedeckte Halbwalmdachbau über einem Kellersockel hat Zierfachwerk. Der zweigeschossige Standerker hat ebenfalls Zierfachwerk und ein Schiefersatteldach.
Der zweigeschossige rückwärtige Anbau über dem Kellerhanggeschoss ist ein unverputzter Sandsteinquaderbau mit Schieferwalmdach aus dem Jahr 1881.